# 鲐鮯
鲐鮯是中国传说的异鱼，有六只脚，样子像鲤鱼,却有鸟的尾巴,叫声是自己的名字。在杨慎《异鱼赞》指出鲐鮯是一种胎生的奇鱼,在山东沂南汉画像石上的六足鸟尾如鲤之鱼，郭璞《图赞》则强调鲐鮯生活于深泽水中的生态环境。《禽虫典》本的給鲐鮯突出了鱼的鸟尾，而汪绂本的鲐鮯鱼则对它的六足作夸张的描写。

## 记载
郭璞《图赞》曰: “鲐鮯所潜,厥深(一作身)无限。
《山海经·东次三经》：（深泽）有鱼焉，其状如鲤，而六足鸟尾，名曰鲐鮯之鱼，其名自叫。
杨慎《异鱼赞》:东方有鱼,其形如鲤,其名为鲐,六足鸟尾,鳞为之母,胎育厥子。

## 参看
中国妖怪列表